# Алеурське сільське поселення
Алеу́рське сільське поселення (рос. Алеурское сельское поселение) — сільське поселення у складі Чернишевського району Забайкальського краю Росії.
Адміністративний центр — село Алеур.

## Історія
2013 року було утворено села Алеур 1-й та Алеур 2-й шляхом виділення частин із села Алеур.

## Населення
Населення сільського поселення становить 1024 особи (2019; 1082 у 2010, 1090 у 2002).

## Склад
До складу сільського поселення входять:
| Населений пункт | Населення, осіб (2002) | Населення, осіб (2010) |
| --------------- | ---------------------- | ---------------------- |
| Алеур, село     | 1008                   | 1005                   |
| Алеур, селище   | 47                     | 38                     |
| Алеур 1-й, село | -                      | -                      |
| Алеур 2-й, село | -                      | -                      |
| Улей, село      | 35                     | 39                     |